# 阿维沙伊·赫尼克
阿维沙伊·赫尼克（1945年—）是一位以色列神经认知心理学家，內蓋夫本-古里安大學教授。赫尼克1971年本科毕业于內蓋夫本-古里安大學，后进入耶路撒冷希伯來大學攻读硕士和博士学位，导师丹尼尔·卡尼曼，1979年博士毕业，近年来通过射水魚屬（Toxotes）来研究各种认知功能的进化。